# Campo de trigo con cipreses
Campo de trigo con cipreses es una serie de pinturas al óleo de 1889 de Vincent van Gogh, como parte de su serie de trigales. Todos fueron pintados en el asilo de Saint-Paul-de-Mausole en Saint-Rémy-de-Provence, cerca de Arlés, donde Van Gogh se autointernó desde mayo de 1889 hasta mayo de 1890. Las obras se inspiraron en la vista desde la ventana del asilo hacia las montañas del macizo de los Alpilles.

## Descripción
La pintura representa campos dorados de trigo maduro, un ciprés provenzal oscuro y fastigiado que se eleva como un obelisco verde a la derecha y olivos de un verde más claro en la distancia media, con colinas y montañas visibles detrás, y nubes blancas arremolinándose en un cielo azul arriba. La primera versión (F717) fue pintada a finales de junio o principios de julio de 1889, durante un período de pintura frenética y poco después de que Van Gogh completara La noche estrellada, en un momento en el que estaba fascinado por el ciprés. Es probable que haya sido pintado al aire libre, cerca del tema, cuando Vincent pudo abandonar el recinto del asilo. Van Gogh consideró esta obra como una de sus mejores pinturas de verano. En una carta a su hermano Theo, escrita el 2 de julio de 1889, Vincent describió la pintura:

Tengo un lienzo de cipreses con algunas espigas de trigo, algunas amapolas, un cielo azul como un trozo de tartán; el primero pintado con un empaste espeso como el de Monticelli, y el campo de trigo al sol, que representa el calor extremo, muy espeso también.

Van Gogh tuvo que tomarse un tiempo sin pintar para lidiar con algunos problemas graves debido a una enfermedad mental a finales de julio y principios de agosto, pero pudo reanudar la pintura a finales de agosto y principios de septiembre de 1889. Después de hacer un dibujo con cálamo de la obra, que ahora se conserva en el Museo Van Gogh de Ámsterdam, copió la composición dos veces al óleo en su estudio, una aproximadamente del mismo tamaño (F615) y una versión más pequeña (F743). La versión de estudio más grande probablemente fue pintada de una sola vez, con algunos ajustes menores posteriores que agregaron toques de amarillo y marrón. Van Gogh esbozó el diseño con un dibujo inferior al carbón vegetal; aplicó pintura fina sobre los cipreses y el cielo, dejando que el suelo se viera en algunos lugares, y un impasto espeso para el trigo del primer plano y las nubes.  Característicamente, prefería el blanco brillante del blanco de zinc para las nubes blancas en lugar del blanco de plomo, a pesar de sus pobres cualidades de secado, y su paleta también incluía azul cobalto para el cielo, tonos de amarillo cromo para el campo de trigo, viridián y verde esmeralda para los arbustos y cipreses, y toques bermellón para las amapolas del primer plano y también azul ultramar sintético.  La versión plenairista de julio fue mucho más trabajada y puede considerarse un estudio para la pintura de estudio más considerada de septiembre. Envió la versión de estudio más pequeña y menos lograda a su madre y a su hermana como regalo.
Vincent envió las versiones más grandes de julio y septiembre a su hermano en París más tarde, en septiembre de 1889. La versión de julio fue vendida por la viuda de Theo en 1900 al artista Émile Schuffenecker. Pasó por manos del coleccionista Alexandre Berthier y del marchante de arte Paul Cassirer en París, donde fue expuesto y fotografiado por primera vez en la Galerie Eugène Druet en noviembre de 1909. Fue vendido al banquero Franz von Mendelssohn en Berlín en 1910 y permaneció con la familia Mendelssohn en Alemania y Suiza hasta que fue vendido al industrial Emil Bührle en Zurich en 1952. Su hijo, Dieter Bührle, compró la pintura en 1993 y posteriormente la donó al Museo Metropolitano de Arte de Nueva York por 57 millones de dólares utilizando fondos donados por el editor, diplomático y filántropo Walter Annenberg.
La National Gallery de Londres conserva una versión similar pintada en el estudio de Van Gogh en septiembre de 1889 y comprada en 1923. No está forrado y nunca fue barnizado ni encerado.

La tercera versión más pequeña pertenece a una colección privada (vendida en Sotheby's en Londres en 1970; en Estados Unidos en 1987).

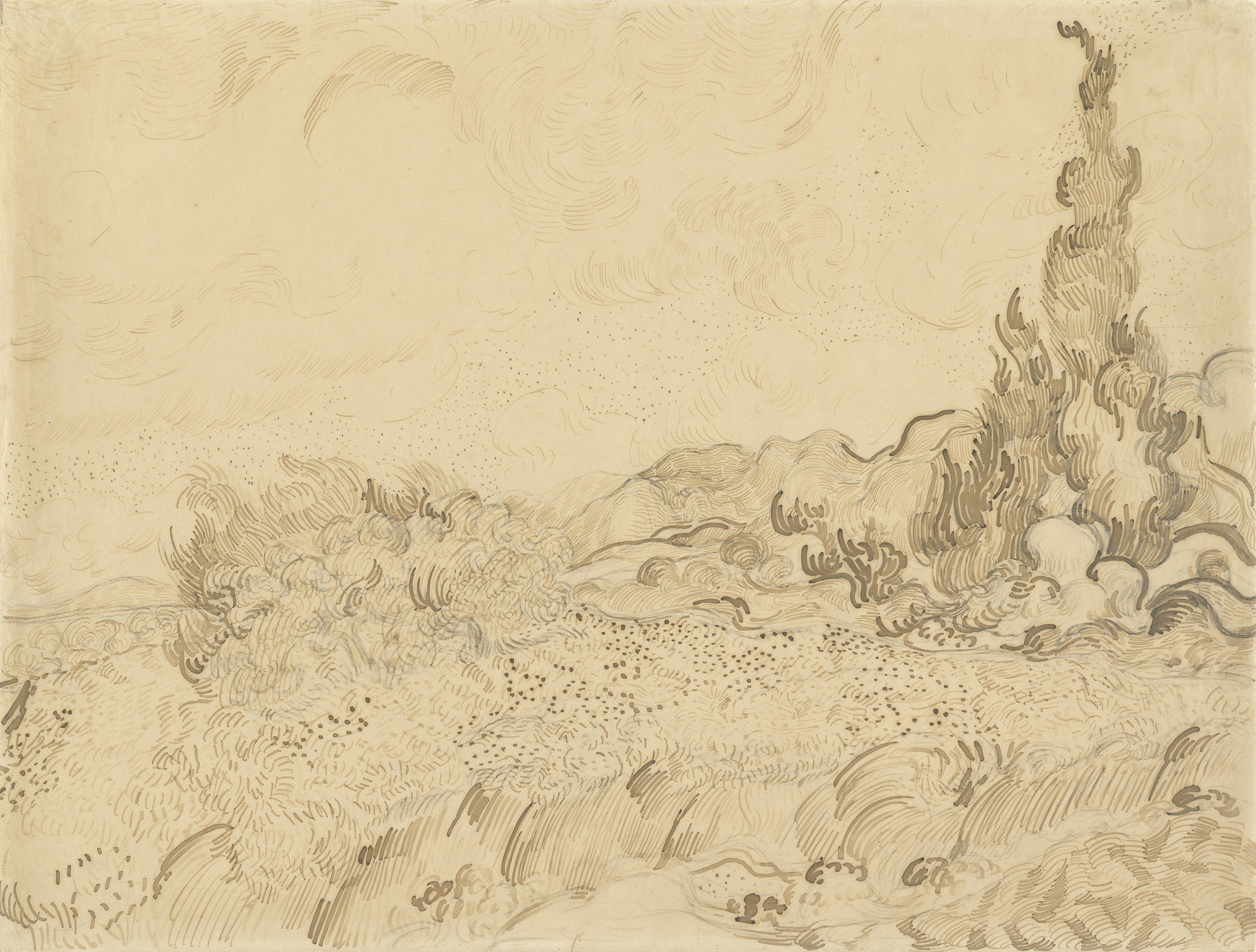
Dibujo con cálamo, conservado en el Museo Van Gogh de Ámsterdam (F1538).